# Qi Zhuo
Qi Zhuo est un artiste plasticien chinois né le 1er décembre 1985 à Fuxin, province de Liaoning,,. Il vit et travaille à Paris et Pékin.
En 2016, il est lauréat de la Cité internationale des arts de Paris.
En tant qu’artiste, la démarche de Qi Zhuo repose sur la notion de choc des cultures. La rencontre entre sa culture chinoise et la culture occidentale est un élément fondateur de son travail, tant sur le plan linguistique et historique que sur celui de la tradition et des techniques de la céramique étudiées à l’ENSA Limoges,.[Interprétation personnelle ?]
Originaire de la ville de Fuxin en Chine, il se rend régulièrement à Jingdezhen, une ville considérée comme la capitale mondiale de la porcelaine. Il trouve dans les rebuts de cette industrie une partie de sa matière première. L'artiste se charge de les restaurer par divers procédés en retravaillant la céramique ou en la combinant avec du verre.[Interprétation personnelle ?]

## Expositions personnelles
- Working in progress, Galerie OÙ, Marseille, France, 2015[7].
- Fragile, Chenaux Gallery, Paris, France, 2015[8].
- Les pétards font vivre les voisins dans la paix et l’harmonie, Galerie Untilthen, Paris, France, 2016[9],[10].
- I Burned Angels, Edmond Gallery, Berlin, Allemagne, 2017[11].
- Zhuo Qi : Méditation, Centre céramique contemporaine, La Borne, France, 2018[12].
- Y’a des jours comme ça, Galerie Les filles du calvaire, Paris, 2019[13],[14].
- Le service de table chaleureux, CCP, Genève, Suisse, 2019[15].
- Jarstice, Galerie Galerie Untilthen, Paris, France, 2019[15].
- Étrangement beau, PARIS-B, Paris, France, 2021[16].
- History never really says goodbye, PARIS-B, Paris, France, 2022[17].
- Lost in the Bubble, Galerie Perrotin, Shanghai, China, 2023[18]

## Expositions collectives (sélection)
- Ecce homo Ludens, Musée Suisse du Jeu, La Tour-de-Peilz, Suisse, 2012[19].
- INSIDE OUT, Commune de Bardonnex et Genève, Suisse, 2012[20].
- Grande Image Lab., Le Générateur et Nuit Blanche, Paris, France,2013[21].
- Sous Conditions, Centre d’art Ile Moulinsart, Pays de la Loire, France, 2013.
- Transit, Bazaar Compatible Program, Shanghai, Chine, 2014[22].
- 1320°, Jingdezhen Ceramic Institute, Jingdezhen, Chine, 2014.
- Remarquer la porcelaine, Wroclaw, Pologne, 2015.
- Confronting Anitya, Musée de Salagon, Mane, France, 2015[23],[24].
- Private Choice 2015-FIAC, Paris, France, 2015[25].
- Détournements et distorsions, 6 Mandel, Paris, France, 2016[26].
- Choséité, Galerie Épisodique, Paris, France, 2016[27].
- Matières grises et noirs desseins, Galerie porte avion, Marseille, France, 2016.
- Contemporary Ceramics, Art Beijing, Beijing, Chine, 2016[28].
- Salon de Montrouge 2016, Montrouge, France, 2016[29],[30].
- KAO EXPORT LTD, Musée national Adrien Dubouché, Limoges, France, 2016[31].
- Les archives du feu, HEAD Genève, Suisse, 2017[32].
- Matières premières, Galerie Laure Roynette, Paris, France, 2017.
- La comédie du langage, galerie hôtel de ville, Chinon, France, 2017[33].
- Métamorphose de l’ordinaire, Galerie Les filles du calvaire, Paris, France, 2017[34],[35].
- Towards a New Land: Tales of the Ancient Pavilion, The contemporary art exhibition of the first Suzhou Garden Art Festival, Suzhou, Chine, 2021.
- Quand la matière devient art, Maison Guerlain, Paris, France, 2021.